# Вильялус, Сесар
Сесар Освальдо Вильялус Мартинес (исп. César Osvaldo Villaluz Martínez; 18 июля 1988, Мехико) — мексиканский футболист, правый вингер. За сборную Мексики провел 12 матчей, забил 2 гола.

## Биография

### Начало
Сесар Вильялус родился 18 июня 1988 года в квартале Гуэрреро столицы Мехико, в семье Порфирио Вильялус и Мари Мартинес.
В юном возрасте Порфирио тренировал Сесара, готовясь сделать из него будущую «звезду», везде и всюду ставя в пример Сесару великого Ромарио. Уже в возрасте 4-х лет Сесар играл в команде Гуэрреро, которая называлась «Реал Анхелес», где Сесар играл на позиции центрального полузащитника.

### Молодёжные чемпионаты мира
В возрасте 16-ти лет Вильялус попадает в клуб «Крус Асуль», а уже в 17 призывается Хесусом Рамиресом в юношескую сборную Мексики, которая поехала на Чемпионат мира до 17-ти лет в Перу. Вильялус стал одним из героев турнира, забив 3 мяча, а Мексика выиграла свой первый чемпионат мира в истории всех сборных команд страны.
В 2007-м Вильялус отправился на Молодёжный чемпионат мира в Канаду, но там мексиканцы остановились на стадии четвертьфинала, проиграв сборной Аргентины со счетом 0:1. Вильлус на этом турнире провел 4 матча из 5-ти.

### «Крус Асуль»
В воскресенье 2 апреля 2006 года Вильялус дебютировал в клубе «Крус Асуль», где его команде противостоял «Сан Луис». Свой первый гол Вильялус забил месяц спустя 3 мая, поразив ворота «Толуки».

## Статистика
| Сезон | Клуб       | Страна       | Лига    | Матчи | Голы |
| ----- | ---------- | ------------ | ------- | ----- | ---- |
| 2008  | Крус Асуль | Флаг Мексики | Примера | 20    | 7    |
| 2007  | Крус Асуль | Флаг Мексики | Примера | 24    | 4    |
| 2006  | Крус Асуль | Флаг Мексики | Примера | 7     | 1    |